# Turan Baru
Turan Baru is een bestuurslaag in het regentschap Rejang Lebong van de provincie Bengkulu, Indonesië. Turan Baru telt 940 inwoners (volkstelling 2010).